# Standard Wire Gauge

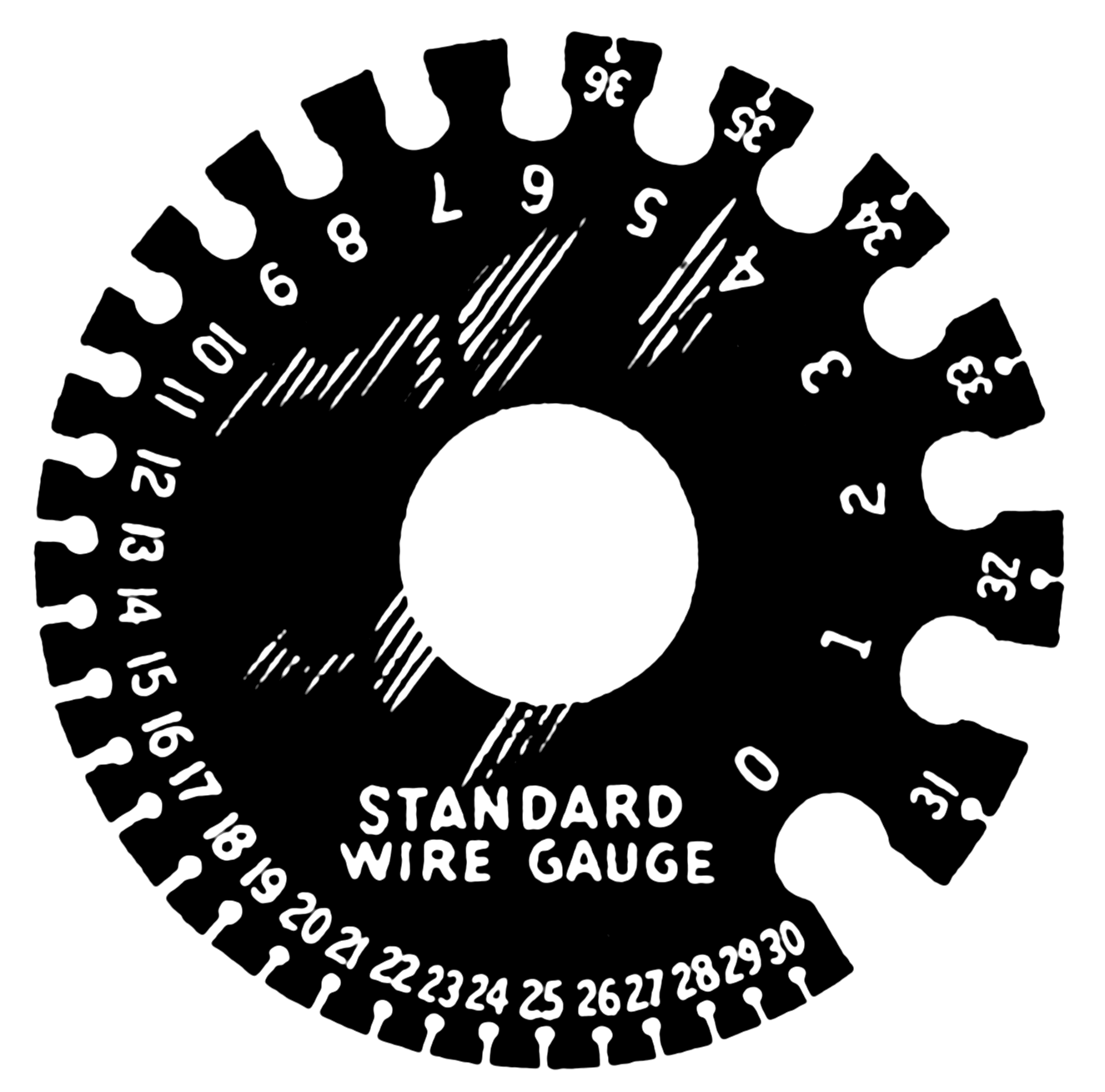
Un calibre SWG

British Standard Wire galga (sovint abreujat com a Standard Wire Gauge o SWG) és una unitat per indicar la mida del cable donada per BS 3737:1964 (ara retirada). També es coneix com a calibre de cable imperial o calibre estàndard britànic. L'ús de mides SWG ha caigut molt en popularitat, però encara s'utilitzen com a mesura de gruix a les cordes de la guitarra i alguns cables elèctrics. L'àrea de la secció transversal en mil·límetres quadrats és ara la mesura de mida més habitual per als cables utilitzats en els cables d'instal·lació elèctrica. L'estàndard britànic actual per a materials metàl·lics com ara cable i xapa és BS 6722:1986, que és un estàndard únicament mètric.

## Història
SWG va ser fixat per ordre del Consell el 23 d'agost de 1883. Es va construir millorant el Birmingham Wire Gauge. Es va convertir en norma legal l'1 de març de 1884 per la British Board of Trade. SWG no s'ha de confondre amb el calibre de cable nord -americà, que té un esquema de numeració similar però no intercanviable.

## Estàndard
A continuació es mostra una taula amb els números de calibre i els diàmetres dels cables. La base del sistema és el thou (o mil en anglès dels EUA), o 0.001 in. Les mides s'especifiquen com a diàmetres de cable, expressats en mils i dècimes (mils i dècimes). El diàmetre del cable disminueix amb l'augment del nombre de mida. El núm. 7/0, la mida més gran, fa 0.50 in. polzades (500 o 12.7 mm) de diàmetre, el núm. 1 és 0.30 in. (300 thou) i el més petit, el núm. 50, és 0.001 in. (1 thou o uns 25 µm).
El sistema en conjunt s'aproxima a una corba exponencial, representant el diàmetre contra el nombre de calibre (cada mida és aproximadament un múltiple constant de la mida anterior). El pes per unitat de longitud disminueix una mitjana d'aproximadament un 20% a cada pas. Com que el pes per unitat de longitud està relacionat amb l'àrea de la secció transversal i, per tant, amb el quadrat del diàmetre, el diàmetre disminueix aproximadament un 10,6%:
{\displaystyle {\mbox{Diameter Ratio}}=1-{\sqrt {1-0.2}}\approx 10.6\%}
No obstant això, el sistema és lineal a trossos, només aproximant la corba exponencial de manera vaga. Així, s'executa en passos constants de 0.4 thou (0.4 mil) pel rang núm. 49 - núm. 39 i de 0.8 thou (0.8 mil) fins al núm. 39 - núm. 30.
| SWG | (in)   | (mm)   | Nivell        |
| --- | ------ | ------ | ------------- |
| 7/0 | 0.500  | 12.700 | 0.036"/galga  |
| 6/0 | 0.464  | 11.786 | 0.032"/galga  |
| 5/0 | 0.432  | 10.973 | 0.032"/galga  |
| 4/0 | 0.400  | 10.160 | 0.028"/galga  |
| 3/0 | 0.372  | 9.449  | 0.024"/galga  |
| 2/0 | 0.348  | 8.839  | 0.024"/galga  |
| 0   | 0.324  | 8.230  | 0.024"/galga  |
| 1   | 0.300  | 7.620  | 0.024"/galga  |
| 2   | 0.276  | 7.010  | 0.024"/galga  |
| 3   | 0.252  | 6.401  | 0.020"/gauge  |
| 4   | 0.232  | 5.893  | 0.020"/gauge  |
| 5   | 0.212  | 5.385  | 0.020"/gauge  |
| 6   | 0.192  | 4.877  | 0.016"/gauge  |
| 7   | 0.176  | 4.470  | 0.016"/gauge  |
| 8   | 0.160  | 4.064  | 0.016"/gauge  |
| 9   | 0.144  | 3.658  | 0.016"/gauge  |
| 10  | 0.128  | 3.251  | 0.012"/gauge  |
| 11  | 0.116  | 2.946  | 0.012"/gauge  |
| 12  | 0.104  | 2.642  | 0.012"/gauge  |
| 13  | 0.092  | 2.337  | 0.012"/gauge  |
| 14  | 0.080  | 2.032  | 0.008"/gauge  |
| 15  | 0.072  | 1.829  | 0.008"/gauge  |
| 16  | 0.064  | 1.626  | 0.008"/gauge  |
| 17  | 0.056  | 1.422  | 0.008"/gauge  |
| 18  | 0.048  | 1.219  | 0.008"/gauge  |
| 19  | 0.040  | 1.016  | 0.004"/gauge  |
| 20  | 0.036  | 0.914  | 0.004"/gauge  |
| 21  | 0.032  | 0.813  | 0.004"/gauge  |
| 22  | 0.028  | 0.711  | 0.004"/gauge  |
| 23  | 0.024  | 0.610  | 0.002"/gauge  |
| 24  | 0.022  | 0.559  | 0.002"/gauge  |
| 25  | 0.020  | 0.5080 | 0.002"/gauge  |
| 26  | 0.018  | 0.4572 | 0.0016"/gauge |
| 27  | 0.0164 | 0.4166 | 0.0016"/gauge |
| 28  | 0.0148 | 0.3759 | 0.0012"/gauge |
| 29  | 0.0136 | 0.3454 | 0.0012"/gauge |
| 30  | 0.0124 | 0.3150 | 0.0008"/gauge |
| 31  | 0.0116 | 0.2946 | 0.0008"/gauge |
| 32  | 0.0108 | 0.2743 | 0.0008"/gauge |
| 33  | 0.0100 | 0.2540 | 0.0008"/gauge |
| 34  | 0.0092 | 0.2337 | 0.0008"/gauge |
| 35  | 0.0084 | 0.2134 | 0.0008"/gauge |
| 36  | 0.0076 | 0.1930 | 0.0008"/gauge |
| 37  | 0.0068 | 0.1727 | 0.0008"/gauge |
| 38  | 0.0060 | 0.1524 | 0.0008"/gauge |
| 39  | 0.0052 | 0.1321 | 0.0004"/gauge |
| 40  | 0.0048 | 0.1219 | 0.0004"/gauge |
| 41  | 0.0044 | 0.1118 | 0.0004"/gauge |
| 42  | 0.004  | 0.1016 | 0.0004"/gauge |
| 43  | 0.0036 | 0.0914 | 0.0004"/gauge |
| 44  | 0.0032 | 0.0813 | 0.0004"/gauge |
| 45  | 0.0028 | 0.0711 | 0.0004"/gauge |
| 46  | 0.0024 | 0.0610 | 0.0004"/gauge |
| 47  | 0.0020 | 0.0508 | 0.0004"/gauge |
| 48  | 0.0016 | 0.0406 | 0.0004"/gauge |
| 49  | 0.0012 | 0.0305 | 0.0002"/gauge |
| 50  | 0.0010 | 0.0254 | 0.0002"/gauge |